# Teoría cromosómica de Sutton y Boveri

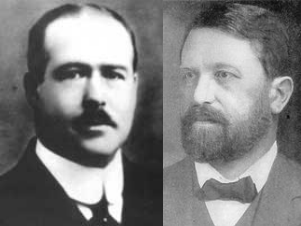
Walter Sutton (izquierda) Theodor Boveri (derecha) y otros científicos desarrollaron independientemente la teoría cromosómica de la herencia en 1902.

La teoría cromosómica de Sutton y Boveri plantea que los alelos mendelianos están localizados en los cromosomas.
Esta teoría fue desarrollada independientemente en 1902 y 1903 
por Theodor Boveri y Walter Sutton. También se denomina a veces teoría cromosómica de la herencia.
La teoría permaneció controvertida hasta 1915, cuando Thomas Hunt Morgan consiguió que fuera universalmente aceptada después de sus estudios realizados en Drosophila melanogaster.

## La biología en elsigloXIX
La investigación realizada durante este siglo proporcionó tres pilares básicos para el desarrollo posterior de la biología moderna, influyendo de manera fundamental en todas las áreas científicas y creando un sistema unificado a pesar de la complejidad subyacente. Estas dos ideas fueron las siguientes:
- La teoría celular, que concibe la célula como la unidad viva autónoma más pequeña; según esta idea, las células son las unidades fundamentales tanto de los organismos unicelulares (como bacterias o protistas) como de los multicelulares, y además constituyen los vehículos de propagación de los organismos vivos: las esporas, el esperma y los huevos. Un punto muy importante es que la teoría celular considera  células proceden de las san en unidades, partículas individuales que pasan de una generación a la siguiente mediante los mecanismos reproductivos. Estas unidades existen en parejas (los alelos), para los cuales pueden existir diferentes variantes. Estas variantes coexisten en los híbridos, y pasan a la generación siguiente en forma de copia simple. Es decir, Mendel establecía el comportamiento combinatorio de los genes (a los que él denominó 'factores') y su segregación en la descendencia.

Los estudios sobre fertilización realizados por Edouard Van Beneden en 1883 demostraron que los pronúcleos masculino y femenino en el zigoto de Ascaris contribuyen cada uno con un juego de cromosomas a la primera división celular. Por otro lado, un influyente citólogo de la época, August Weismann, propuso la cromatina como material hereditario. Incluso estableció la teoría de la línea germinal, y predijo algún tipo de reducción de la información antes de la formación de los gametos. Sin embargo, Weismann, en su teoría cromosómica de la herencia de 1892, consideraba que cada cromosoma mitótico contenía el genoma completo de la línea germinal.

## Los estudios de Theodor Boveri
A pesar de que en tiempos de Theodor Boveri se aceptaba que una célula procede de la división binaria de una célula madre, no estaba claro cómo la cromatina (que August Weismann  denominaba el “plasma germinal”) presente en el núcleo se transmite a las células hijas de manera que ambas son idénticas a la célula original, tras la “metamorfosis nuclear” observada por Walther Flemming, en la cual la masa nuclear se transforma en hebras definidas (los cromosomas) que se mueven en el interior celular y luego vuelve a su estado original. A pesar de que se suponía que dichas hebras transportaban el material hereditario, el mecanismo permanecía desconocido, hasta que Boveri demostró que los cromosomas son orgánulos permanentes que se condensan durante la mitosis y permanecen difusos durante la interfase.
Además de establecer la individualidad y la permanencia de los cromosomas, Boveri dio una descripción moderna del aparato mitótico, pues fue el primero en identificar los centrosomas y definir el papel del huso mitótico en la distribución de los cromosomas en los polos opuestos de la célula madre, que darán lugar a las células hijas. Los trabajos de Boveri en Ascaris y en embriones de erizos de mar le permitieron observar divisiones celulares defectuosas, como mitosis multipolares, mitosis monopolares o medios husos, que después fue capaz de inducir experimentalmente. Esto le permitió definir tres reglas(1888,1904):
- Los cromosomas durante la mitosis son dobles (presentan dos cromátidas), y cada parte presenta un lateral que se enfrenta hacia un polo del huso; esta regla implica la idea de que un cromosoma solo puede dividirse entre dos células hijas, y la presencia de los cinetocoros, aún no descubiertos, enfrentados en las dos cromátidas para el anclaje de los microtúbulos. Boveri distinguió incluso dos tipos de cromosomas, los que tienen un centrómero localizado (en el erizo de mar) y los que lo tienen difuso (Ascaris).
- Los cromosomas están conectados a ambos polos del huso a través de microtúbulos (MTs).
- Cada cromátida está unida a uno de los dos polos y solo a uno.

Por otro lado, Boveri también identificó que las cromátidas se duplican durante la interfase (1904), y dedujo una correlación muy precisa entre el número cromosómico (la cantidad de cromatina) y el tamaño del núcleo (1905). De esta forma, para el ciclo cromosómico, Boveri estableció tres sucesos clave: duplicación de la cromatina durante el periodo de reposo (interfase), la individualización de las cromátidas durante la condensación cromosómica y la distribución de las cromátidas en anafase, una descripción que encaja perfectamente con la visión actual de los eventos cromosómicos durante el ciclo celular.
Boveri también describió el centrosoma por primera vez en Ascaris en 1887, definiéndolo como un "orgánulo especializado en la división celular". Boveri identificó claramente el centrosoma como un par de centriolos rodeados por un material especial, capaz de ensamblar una "esfera de arquiplasma" que contiene todos esos elementos, que a su vez generan de forma transitoria una "astrosfera". En 1900, Boveri estableció que los centrosomas son orgánulos celulares de una única copia. A través de su observación de la dinámica de los cromosomas, llegó a la conclusión de que un huso mitótico bipolar típico consiste en realidad de dos medios husos, cada uno generado por un centrosoma, que se mantienen unidos por el conjunto de los cromosomas dobles unidos en el extremo de cada áster, de tal manera que cada cromosoma está unido a ambos polos, y solo a uno por cromátida. Por tanto, dedujo que durante la formación de la placa metafásica, existen fuerzas cromosómicas que parecen contrarrestar la repulsión existente entre los áster.
Sin embargo, dado que los cromosomas de la línea germinal de Ascaris son estructuralmente muy polimórficos, Boveri no pudo distinguir la presencia de cromosomas homólogos en Parascaris equorum, ni en mitosis ni en el estado de sinapsis meiótica. Fue Walter Sutton quien reconoció la presencia de cromosomas individuales, identificables por su tamaño, en espermatocitos de saltamontes, y demostró que 2 cromosomas similares siempre se aparean durante la meiosis. Sin embargo, el hecho de que existan cromosomas morfológicamente distintos no excluye que contengan información genética similar. En 1902, Boveri excluyó esta posibilidad mediante un ingenioso análisis de dispermia (fertilización por más de un espermatozoide) en erizos de mar, demostrando que los cromosomas no son equivalentes en el desarrollo embrionario. Mediante un análisis cuantitativo publicado en 1907, Boveri estimó el número de "genóforos" que son esenciales para controlar la ontogenia, que corresponde al número haploide de cromosomas.
A partir de los datos de todos sus estudios citogenéticos, Boveri llegó a la conclusión de que el aparato meiótico no distingue los cromosomas homólogos en función de su origen paterno o materno. Por tanto, esta división puede generar combinaciones múltiples de cromosomas (2") para crear nuevos juegos haploides en los gametos. Además de la existencia de recombinación intercromosómica, Boveri propuso también la recombinación intracromosómica durante la fase de sinapsis en la meiosis.
Boveri resumió sus estudios en sus "Results on the constitution of the chromatic substance in the cell nucleus" (Resultados sobre la constitución de la sustancia cromática del núcleo celular), en el que combinaba los hechos observados sobre los cromosomas con las leyes Mendelianas de la herencia. Como él mismo expresó: "Vemos que dos áreas de estudio que se han desarrollado de manera independiente han producido resultados que son tan armoniosos como si uno los hubiera derivado teóricamente del otro". Hoy podemos apreciar el progreso conceptual realizado por Boveri, pero en su tiempo, las ideas de Boveri (lo que hoy conocemos en conjunto como la teoría cromosómica de Sutton y Boveri) fueron recibidas con fuerte escepticismo. La principal razón era que en principio no parecía haber evidencias definitivas conectando un carácter hereditario cualquiera con un cromosoma concreto. Para Boveri, era la determinación sexual la que proporcionaba dicha evidencia.

## Walter Sutton: su contribución a la biología
Walter Sutton fue una persona polifacética, que realizó muy diversas actividades a lo largo de su vida, todas con éxito, a pesar de que falleció a los 39 años de edad. Así por ejemplo, inició los estudios de ingeniería, que luego abandonó para estudiar biología, primero en la Universidad de Kansas, donde consiguió tanto el grado de Bachelor como el Máster en 1901. Como tesis de su Máster, realizado en el laboratorio del Dr. C. E. McClung, estudió la espermatogénesis de Brachystola magna, un gran saltamontes originario de las tierras donde Sutton creció. Después se trasladó a la Universidad de Columbia, donde continuó sus estudios de zoología en el laboratorio del Dr. Edmund B. Wilson.  Fue allí donde Sutton escribió sus dos trabajos significativos en genética: On the morphology of the chromosome group in Brachystola magna (Sobre la morfología del grupo cromosómico de Brachystola magna) y The chromosomes in heredity (Los cromosomas en la herencia). Sin embargo, no terminó su Ph.D. en zoología, sino que durante dos años trabajó en los campos de extracción de petróleo de Kansas, donde desarrolló máquinas específicas para esta actividad. Posteriormente, continuó los estudios en la Universidad de Columbia, obteniendo un doctorado en medicina en 1907 con alta calificación. A partir de este momento y hasta el final de su vida, trabajó como cirujano en diferentes hospitales, realizando interesantes contribuciones en instrumentación médica y en protocolos de cirugía.
Durante su etapa en el laboratorio de McClung, Sutton comenzó a estudiar las espermatogonias del saltamontes Brachystola magna. Su primera publicación fue su tesis para la obtención del grado de Máster, que recibió en 1901. En este estudio, Sutton estableció que durante la maduración de las espermatogonias, los cromosomas mantienen su individualidad, en contra de la idea predominante en la época, que suponía que todos los cromosomas eran equivalentes. Sutton observó que un cromosoma (identificado inicialmente como el nucléolo pero denominado luego el "cromosoma accesorio" por McClung en 1989) se comportaba de manera diferente al resto de los cromosomas. El año siguiente (1901), McClung identificó dicho cromosoma como el determinante del sexo, demostrando que un fenotipo (la determinación sexual) está asociado con un cromosoma concreto.
Posteriormente, Sutton se trasladó a la Universidad de Columbia, en Nueva York, al laboratorio de Edmund B. Wilson, para realizar una tesis doctoral en zoología, como continuación de sus estudios en Kansas.  De acuerdo con un escrito de Wilson: "Su trabajo en mi laboratorio estuvo fundamentalmente dedicado a extender sus observaciones previas. Estos estudios le dirigieron, paso a paso, a un descubrimiento de primera línea, esto es, la identificación del mecanismo citológico de las leyes de Mendel de la herencia". (Wilson, memorial de la familia). Estos estudios se publicaron en dos artículos en el Biological Bulletin.  El primero está dedicado a demostrar que los cromosomas mantienen su individualidad a través de la vida del organismo, siguiendo las relaciones de tamaño entre los once cromosomas a través de diferentes generaciones celulares. El "cromosoma accesorio" podía identificarse en la mitad de los espermatozoides, proporcionando evidencia adicional a la tesis de la individualidad de los cromosomas. Como posteriormente McClung identificó el "cromosoma accesorio" como el que confiere la identidad sexual de la descendencia, Sutton amplió su tesis inicial, sugiriendo que los cromosomas no son diferentes únicamente en su tamaño, sino también en sus características fisiológicas. Al final de esta publicación, Sutton presentaba su hipótesis: "Finalmente llamo la atención sobre la probabilidad de que la asociación de cromosomas paternos y maternos en parejas y su separación subsiguiente durante la división reduccional como se indica anteriormente, puede constituir la base física de la ley Mendeliana de la herencia" (Sutton, 1902). Esta publicación fue escrita en la época en la que un eminente investigador en temas de herencia, William Bateson, visitaba Nueva York. Bateson había publicado ese año (1902) una traducción de los Principios de la Herencia de Mendel, y Sutton pudo observar que estos principios se relacionaban con su trabajo. Basándose en una carta de Sutton, McClung indica que "...el germen de la idea estaba ya en su mente un año antes de que fuera impulsada por el recital sobre los resultados de Mendel." (McClung, publicación de la familia). La originalidad de las ideas de Sutton resultan más impresionantes cuando el propio Wilson reconoció que inicialmente no percibió todas las implicaciones de la concepción de Sutton. (Wilson, memorial de la familia).

## La confirmación de Thomas Morgan
Thomas Hunt Morgan tenía una formación de biólogo del desarrollo, habiendo recibido un Ph.D. en 1890 en la Universidad Johns Hopkins por sus estudios en el desarrollo de las arañas marinas, un grupo especializado de invertebrados, y en 1891 aceptó un puesto de enseñanza en el Bryn Mawr College. En 1904 la Universidad de Columbia anunció la creación de un nuevo puesto en zoología experimental, y se lo ofreció a Morgan, quien era amigo de largo tiempo del director del departamento de zoología, E.B. Wilson. Wilson convenció a Morgan de que la clave para entender el desarrollo (esto es, como una célula, el huevo, genera un individuo completo) era entender la herencia, ya que éste es el medio a través del cual el óvulo y el espermatozoide transmiten las características de los individuos de generación en generación.
Morgan inició sus estudios en ratas y ratones, pero éstos se reproducen tan despacio que no resultaban convenientes para hacer estudios sobre herencia. Buscando un organismo más apropiado, se decidió por Drosophila melanogaster, la mosca de la fruta, debido a sus características: es un organismo pequeño (3 mm), fácil de mantener en el laboratorio (se pueden recoger un millar en una botella de cuarto de litro), es fértil todo el año y muy prolífica (produce una generación cada 12 días, o 30 generaciones al año). Además los machos y las hembras se distinguen con facilidad, y el desarrollo embrionario ocurre en el exterior, lo que facilita el estudio de las mutaciones en el desarrollo. Por último, Drosophila tiene solo 4 pares de cromosomas, todo lo cual le convierte en un organismo muy apropiado para los estudios sobre herencia. Los estudios de Morgan con Drosophila comenzaron en 1907. Inicialmente, su intención era mantener varias generaciones, esperando que apareciera un mutante ocasional, algo que Hugo de Vries acababa de observar en plantas. Sin embargo, después de dos años manteniendo las moscas, sus esfuerzos permanecían vanos.
A pesar de todo, Morgan persistió, y en abril de 1910, en una de sus botellas apareció un macho con los ojos blancos, en lugar del color normal (rojo). Esto le permitía comenzar a analizar algunas cuestiones clave: ¿cómo se había generado ese macho? ¿qué determina el color de los ojos? Para empezar, Morgan cruzó el macho mutante de ojos blancos (que denominó white, iniciando la tradición de nombrar la mutación con el fenotipo que genera) con una hembra virgen normal, con ojos rojos. En la primera generación (F1), obtuvo una descendencia (machos y hembras) con ojos rojos, lo que sugería que los ojos rojos eran dominantes, y los blancos recesivos. Para probarlo, cruzó los machos y hembras de la F1, y obtuvo una segunda generación (F2) con las proporciones esperadas según las leyes de Mendel para un carácter recesivo: tres moscas de ojos rojos por cada una de ojos blancos. Sin embargo, aunque Morgan esperaba la misma proporción de machos y hembras con los ojos blancos, observó que todas las hembras los tenían rojos, y entre los machos, los había con ojos rojos y con ojos blancos. Lo cual implicaba que el color de los ojos estaba de alguna forma ligado al sexo. Posteriormente aparecieron otras dos mutaciones espontáneas (alas rudimentarias y color del cuerpo amarillo), que también estaban ligadas al sexo. Todo ello sugería que esos tres genes podrían estar en el mismo cromosoma, el cromosoma sexual.
Estudiando los cromosomas de Drosophila al microscopio, Morgan observó que los 4 pares no eran idénticos, y que las hembras tenían dos cromosomas X idénticos, mientras que en los machos el X estaba apareado con un cromosoma Y, con un aspecto diferente y que nunca aparece en las hembras.  Por ello, un macho debe recibir su cromosoma X de su madre y el Y de su padre, lo cual explicaba la segregación observada en el color de ojos: si la madre es homocigota (tiene los dos alelos para ese gen iguales) con los ojos rojos, sus hijos machos solo pueden tener los ojos rojos, aunque su padre tuviera los ojos blancos. Para que aparezcan machos con los ojos blancos, la madre tiene que portar al menos una copia del gen de ojos blancos en uno de sus cromosomas X, y solo tendrán los ojos blancos los hijos que reciban el X con el gen mutado. Por su parte, para que aparezcan hembras con ojos blancos, ambos progenitores tienen que aportar un cromosoma X con el gen de los ojos blancos, lo que es por tanto un evento menos frecuente. Es decir, a partir de estas observaciones, Morgan dedujo que el gen que codifica para el color de los ojos debe residir en el cromosoma X, lo que proporcionaba la primera correlación entre un carácter específico y un cromosoma concreto.
Estos estudios se publicaron en Science en julio de 1910, con el título "Sex Limited Inheritance in Drosophila" (La herencia limitada al sexo en Drosophila) y en abril de 1911, con el título "Mutations in eye color in Drosophila and their modes of inheritance" (Mutaciones en el color de ojos en Drosophila: modos de herencia)., en los que resumía sus tres conclusiones fundamentales:
- que los genes deben residir en los cromosomas
- que cada gen debe residir en un cromosoma concreto
- y que el carácter "color de ojos" debe residir en el cromosoma X y estar ausente en el cromosoma Y, siendo el rojo el color dominante.

Posteriormente, Morgan razonó que los cromosomas son ensamblajes de genes, puesto que caracteres que se encuentran en un cromosoma determinado tienden a segregar juntos. Sin embargo, Morgan observó que esos caracteres "ligados" en ocasiones se separan. A partir de aquí, Morgan dedujo el concepto de recombinación de cromosomas: postuló que dos cromosomas apareados pueden intercambiar información, e incluso propuso que la frecuencia de recombinación depende de la distancia entre ambos. Cuanto más cerca estén dos genes en un cromosoma, mayor será la probabilidad de que se hereden juntos, y cuanto mayor sea la distancia entre ellos, mayor será la probabilidad de que se separen debido al proceso de entrecruzamiento (crossing-over). En resumen, Morgan sugirió que la intensidad del ligamiento entre dos genes depende de la distancia entre ellos en un cromosoma. Basándose en esas observaciones, un estudiante del grupo de Morgan, Alfred Henry Sturtevant, llegó a la conclusión de que las variaciones en la intensidad de ligamiento podían utilizarse para mapear los genes en los cromosomas, definiendo la distancia relativa unos de otros: un año después de que Morgan hubiera identificado la mosca de ojos blancos, Sturtevant estableció el mapa genético para los genes ligados al sexo. Hoy en día, el Morgan es la unidad de medida de las distancias a lo largo de los cromosomas en la mosca, el ratón y en humanos.
Morgan fue galardonado con el Premio Nobel de Fisiología o Medicina en 1933 por la demostración de que los cromosomas son portadores de los genes.